# Solenopezia solenia
Solenopezia solenia är en svampart som beskrevs av Sacc. 1889. Solenopezia solenia ingår i släktet Solenopezia och familjen Hyaloscyphaceae.   Inga underarter finns listade i Catalogue of Life.